# Pero habenaria
Pero habenaria là một loài bướm đêm trong họ Geometridae.